# 雷季河 (埃斯曼河支流)
雷蒂河（羅馬化：Ret）是烏克蘭北部的河流，為埃斯曼河的支流，發源自圖利霍洛韋以東，流經蘇梅州，河口處在波霍里利夫卡東北面，河道全長53公里，流域面積545平方公里。